# Schorfheide

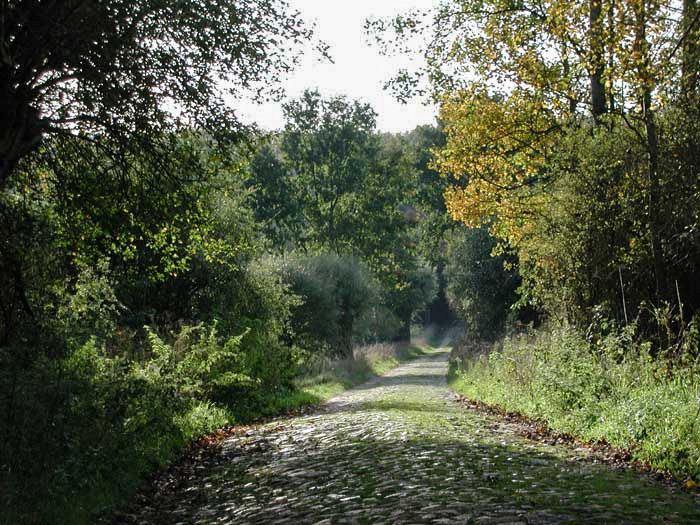
Waldweg mit Kopfsteinpflaster in der Schorfheide

Die Schorfheide (auch Große Heide) ist ein überwiegend geschlossenes Waldgebiet im Norden des Landes Brandenburg. Sie erstreckt sich über Teile der Landkreise Barnim, Oberhavel und Uckermark. Ihre größten Siedlungen sind Joachimsthal und Groß Schönebeck. Über Jahrhunderte hatte die Schorfheide eine besondere Bedeutung als Jagdgebiet – unter anderem für preußische Könige und deutsche Staatsoberhäupter – und blieb deshalb von größeren Rodungen verschont. Sie ist seit 1990 teilweise in das Biosphärenreservat Schorfheide-Chorin einbezogen.

## Geographie

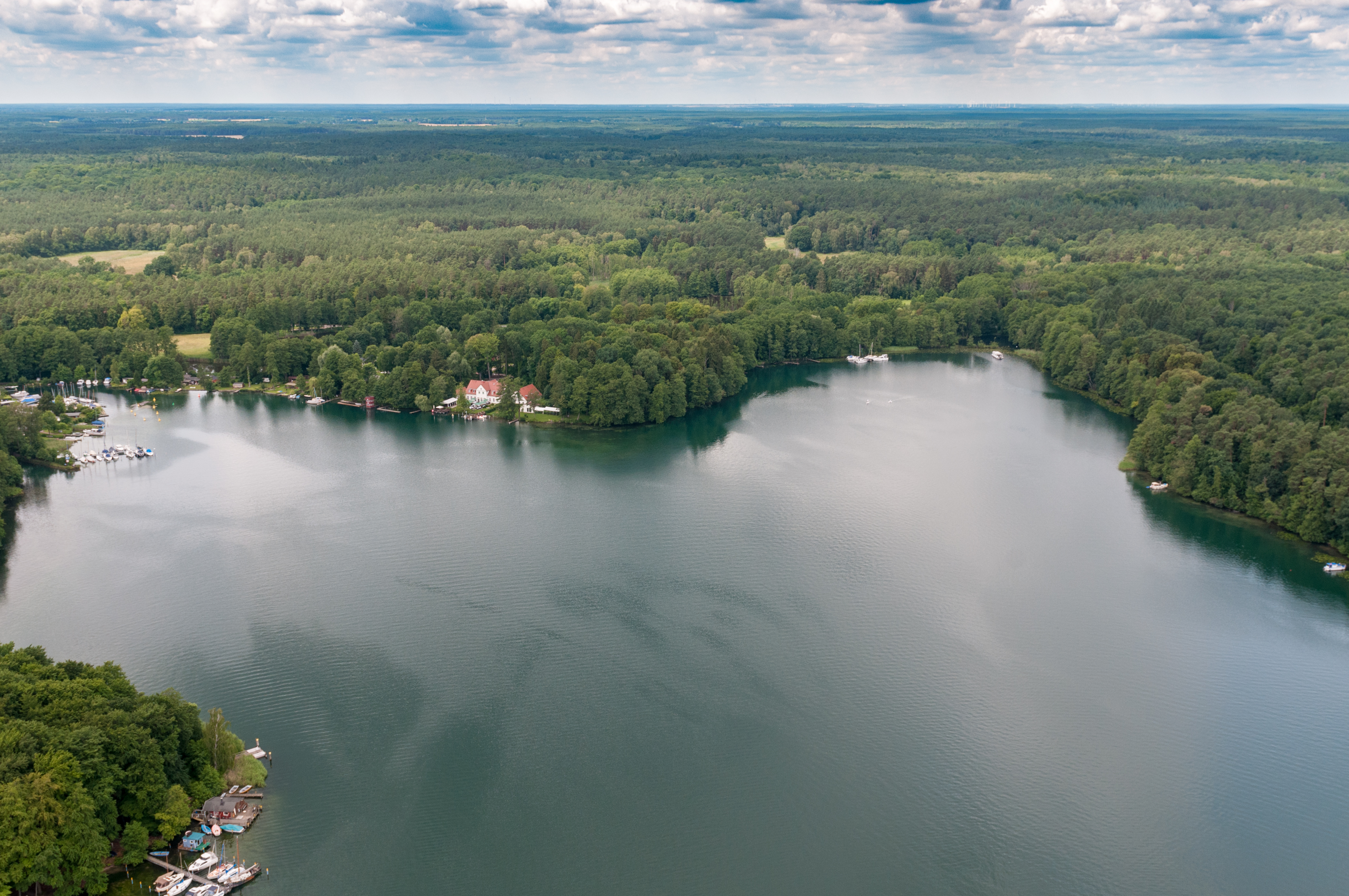
Wildau am Werbellinsee in der Schorfheide

Das Gebiet der Schorfheide ist nicht genau festgelegt. Das Verständnis darüber, welche Flächen zur Schorfheide gehören, wandelte sich im Lauf der Zeit. Ursprünglich wurde vermutlich lediglich ein schmales Feuchtwiesengebiet westlich des Werbellinsees als Schorfheide bezeichnet. Es erstreckte sich etwa von Wildau bis zur Höhe des späteren Jagdschlosses Hubertusstock. Ab der Mitte des 19. Jahrhunderts wurde dieses Gebiet als Engere Schorfheide bezeichnet.
Durch die Tätigkeit des 1821 gegründeten preußischen königlichen Hofjagdamts dehnte sich der Begriff Schorfheide als Bezeichnung auf das gesamte königliche Jagdgebiet um den Werbellinsee aus. Dieses Hofjagdgehege umfasste anfangs die Oberförstereien Groß Schönebeck, Grimnitz und Pechteich. Später kamen die Oberförsterei Reiersdorf und Teile der Oberförsterei Zehdenick hinzu. Bei der Auflösung des Königlichen Hofjagdamts 1919 umfasste das Hofjagdgehege Schorfheide eine Fläche von 401,71 km².
In der Gegenwart wird mit dem Begriff Schorfheide das zusammenhängende Waldgebiet bezeichnet, das sich ungefähr zwischen den Dörfern Vietmannsdorf, Gollin, Ringenwalde und Glambeck in Norden, der Bundesautobahn 11 und den Dörfern Golzow und Werbellin im Osten, dem Oder-Havel-Kanal im Süden sowie der Havel im Westen erstreckt.
Das Waldgebiet Schorfheide gehört nach dem Handbuch der naturräumlichen Gliederung Deutschlands im Wesentlichen zur naturräumlichen Haupteinheit Schorfheide mit Templiner und Britzer Platte, einem südlichen Ausläufer der Mecklenburgischen Seenplatte. In diesem Naturraum herrschen flachwellige Sander mit einer Höhe von 50 bis 70 m vor, aus denen sich im Norden und Süden Grundmoränenplatten erheben. Er ist durchzogen von Binnendünenfeldern und eiszeitlichen Seenrinnen (z. B. Großdöllner See, Großer Gollinsee, Werbellinsee).
Die natürlichen Waldgesellschaften der Schorfheide sind überwiegend der Kiefern-Traubeneichenwald und auf kleineren Flächen der Kiefernwald. Im Westen zur Havelniederung hin findet sich Stieleichen-Birkenwald mit Kiefern und Linden. In der unmittelbaren Umgebung des Werbellinsees kommt Eichenmischwald mit Trockenrasen vor.

## Geschichte

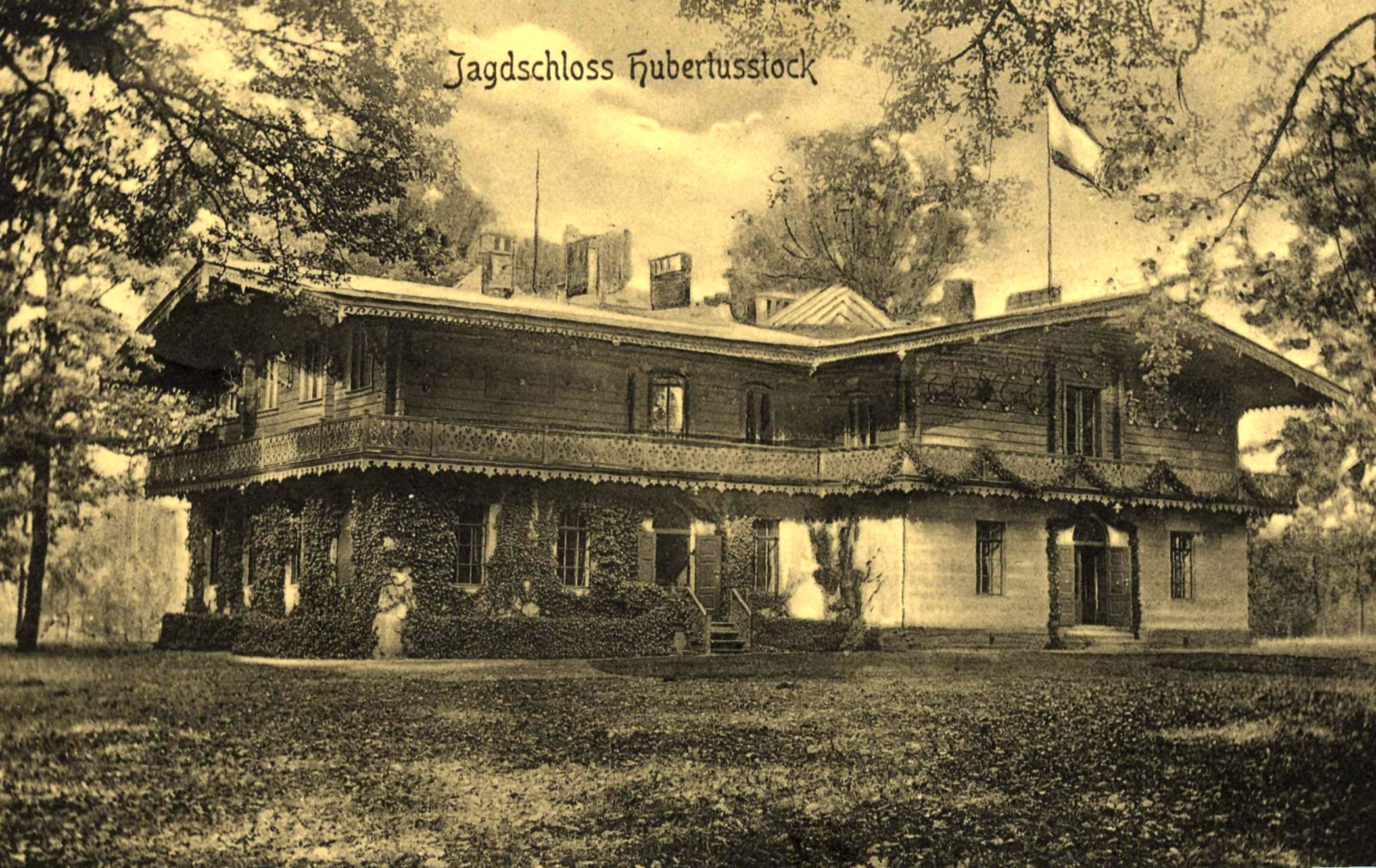
Hubertusstock in der Schorfheide wurde als Jagdschloss der preußischen Könige errichtet

Funde aus der Eiszeit sind für die Schorfheideregion bisher nicht bekannt. Die ursprünglich hier sesshaften germanischen Stämme wanderten um 600 n. Chr. Richtung Süden ab. Die Gegend wurde von Slawen besiedelt, eine erste urkundliche Erwähnung über die Ukranen ist von 934 bekannt. Die Ukranen siedelten östlich der heutigen Schorfheide, die Redarier nördlich und Rezanen westlich. Das Gebiet wurde damals Ukerschewolt genannt. Zwischen 1547 und 1720 wurden 109 „Ordnungen, Edicte, Patente, Declarationen und Verordnungen über den ordnungsgemäßen Umgang mit Jagdt-, Forst-, Holtz und Mast-Sachen“ der heutigen Schorfheide erlassen.:S. 15
Ab dem 13. Jahrhundert häufen sich urkundliche Erwähnungen des Waldgebietes, es wurde als Große Heide, Große Werbellinsche Heide, Grosse Werbellin Heyde, Magna merica Werbelin, Kienheide, Eichheide, Hasenheide oder ähnlich aufgeführt. Die Bezeichnungen waren nie einheitlich, wurden von den Autoren auch nach Gutdünken und dem örtlichen Sprachgebrauch geprägt. Das Wort ‚Wald‘ kommt bis zum 19. Jahrhundert kaum vor. Die nord- und ostdeutschen Waldkomplexe werden bis heute eher mit ‚-heide‘ bezeichnet, im Westen und Süden ist ‚-wald‘ gebräuchlicher. Markgraf Johann bestätigte in einer Urkunde am 24. Dezember 1315 der Stadt Biesenthal: „Überdies sollen sie in der großen Heide Werbellin freie Grasnutzung und Schweinemast und den Gebrauch des Lagerholzes haben […]“ Kurfürst Friedrich der Eiserne bezeichnete das Waldgebiet 1447 als „vnser groszen heyde, dy werbelinsche heyde genannt“. Kurfürst Joachim I. bezeichnete das Gebiet am 9. Mai 1501 als „Schonenbeckischen heiden“. 1592 wird erstmals ein Wildzaun von der Havel bis zur Oder erwähnt, in diesem Dokument von Nicolaus Leutinger wird der Name Grimnitzsche Heide erwähnt.:S. 16 ff.
Im Privilegio von Joachimsthal wurde den Bewohnern gestattet, so viele Rinder zu halten und in den Wald zu treiben, wie sie über Winter mit eigenem Futter ernähren können, das Halten von Schafen und Ziegen war jedoch nicht gestattet. Ab etwa 1700 durften auch Schafe gehalten werden, allerdings unter der Bedingung, „ohne Schaden den königlichen Wildbahnen zuzufügen“.
Der Name Schorff Heyde wird erstmals 1713 als Forstort erwähnt, als hier eine große Eichenkultur angelegt wurde. In der ersten Revierkarte von 1767 waren bereits die Bezeichnungen Schorfheide und Mörderberge enthalten.:S. 22
Später wurde ein Großteil der Eichen für den Bau von Geschützlafetten gerodet, der Wald jedoch immer wieder aufgeforstet.
Die Herkunft des Namens „Schorfheide“ ist unklar: 

„Für die Erklärung des Namens ‚Schorfheide‘ gibt es mehrere Versionen. Die erste besagt, Schorfheide sei abgeleitet vom norddeutschen Word ‚schoof‘, das soviel wie Schaf bedeutet. Die umliegenden Dörfer hatten lange Zeit ihre Schafe in der Heide weiden lassen. Im Zuge der Lautverschiebung habe sich dann ein ‚r‘ eingeschoben. Aus ‚Schoofheide‘ wurde Schorfheide. Da die Schorfheide ursprünglich viele Eichenbestände hatte, und schorfen oder schürfen – Eicheln sammeln – heißt, könnte dies als 2. Variante gelten. Andere Historiker führen den Namen auf die ‚unberührte Heide‘ zurück. Vielleicht wird Schorfheide aber auch in Verbindung mit Einschnitt, Geländefalte zu bringen sein. Im rheinischen Sprachraum findet man für diese Begriffe das Wort Schorf in einigen Flur- und Feldnamen. Als letzte Möglichkeit sei noch darauf hingewiesen, daß ‚Schorf‘ auch für ‚rauhe Rinde, Grind‘ heißen kann; und mit dem Begriff Schorfheide auf die öden Blößen, die zweifelsohne in der Heide zu finden sind, hingewiesen wird.“

Diese Deutungsvielfalt lässt sich einschränken: Einer Namensforschung zufolge verweist der Name, der gemäß der Besiedlung des Gebiets unter niederländischem oder westfälischem Einfluss entstanden sein dürfte, vermutlich auf den ursprünglich gestrüppreichen Bewuchs und wohl auch auf die Unebenheiten des Geländes. Bisherige Deutungen wie die Ableitung des Wortes Schorf von Schaf (Schoof) oder auch von schürfen mit der Bedeutung Eicheln sammeln dürften weit unwahrscheinlicher sein.
Während des Deutschen Kaiserreichs diente die Schorfheide insbesondere Kaiser Wilhelm II. als Jagdgebiet (siehe Jagdschloss Hubertusstock). In der Zeit des Nationalsozialismus unterhielt Reichsmarschall Hermann Göring in der Schorfheide seinen umfangreichen Landsitz Carinhall. Zur Zeit der DDR waren Teile der Schorfheide als Staatsjagdgebiet gesperrt und dienten unter anderem Erich Honecker (Jagdhaus Wildfang) und Günter Mittag (Jagdhaus Schluft) als Jagdrevier.